# El Toro (Venezuela)
El Toro é uma cidade venezuelana, capital do município de Almirante Padilla.